# 巴特茨维申安
巴特茨维申安（德語：Bad Zwischenahn，德語發音：[baːt ˈtsvɪʃn̩ʔaːn]）是德国下萨克森州阿默兰县的市镇，面积113.85平方千米，2023年12月31日人口为30,051人。

## 友好城市
巴特茨维申安共与三座城市结为友好城市关系：
- 比利时 伊泽海姆（1980年9月20日）
- 美国 森特维尔（英语：Centerville, Ohio）（1981年8月）
- 波蘭 戈武胡夫市镇（英语：Gmina Gołuchów）（2005年8月19日）